# Belkys Mota
Belkys Mota (29 de noviembre de 1982) es una deportista venezolana que compitió en natación adaptada, especialista en los 50 m estilo libre, 100 m estilo libre, 100 m estilo mariposa y 100 m estilo pecho.
Fue parte del equipo de deportistas venezolanas que asistió a los Juegos Paralímpicos de Pekín 2008 donde quedó séptima en los 100 m estilo libre y quinta en los 100 m estilo mariposa, ambas dentro de la categoría S12. Posteriormente en los Juegos Paralímpicos de Londres 2012, ocupó el quinto lugar en la final de los 100 m estilo mariposa categoría S12 y octava en los 100 m estilo libre; además, fue la mejor latinoamericana en los 50 m estilo libre.
A nivel continental, participó en los Juegos Parapanamericanos de 2007 en Río de Janeiro donde ganó la presea dorada en los 200 m combinados categoría SM12 y la medalla de bronce en los 50 m estilo libre categoría S12. Cuatro años después, y en los Juegos Parapanamericanos de 2011 en Guadalajara, recibió dos medallas de oro en los 50 m estilo libre y los 100 m estilo libre dentro de la categoría S12, y la medalla de bronce en los 100 m estilo pecho categoría SB12. Por otro lado, ha representado a su país en varios campeonatos nacionales e internacionales donde ha ganado varias preseas.
El 17 de agosto de 2007 superó la plusmarca panamericana en los 50 m estilo libre categoría S12 con un tiempo de 30s97 en Río de Janeiro, récord que se sumó al que había alcanzado el 14 de agosto de 2007 en los 100 m estilo libre con un tiempo de 1min09s20.